# بهروز ثروتیان
بهروز ثروتیان، (زادهٔ ۱۱ مهر ۱۳۱۶ در میاندوآب – درگذشتهٔ ۷ مرداد ۱۳۹۱ در گوهردشت کرج) استادیار بازنشستهٔ زود هنگام و حق‌التدریس دانشگاه آزاد اسلامی واحد کرج، نظامی‌شناس و پژوهشگر ادبی بود.

## زندگی
بهروز ثروتیان در روز یکشنبه، ۱۱ مهرماه ۱۳۱۶، برابر با ۳ اکتبر ۱۹۳۷ در میاندوآب متولد شد. تا ۲۴ سالگی ساکن میاندوآب بود و با داشتن مدرک پنجم علمی، به‌عنوان دبیر ریاضی به تدریس مشغول بود. در سال ۱۳۳۹ مدرک ششم علمی را با معدل ۱۹/۹۱ گرفت. در سال ۱۳۴۲ در کنکور سراسری شرکت کرد و همزمان در دو رشتهٔ زبان و ادبیات فارسی و فلسفه نفر اول شد و رشتهٔ زبان و ادبیات فارسی را برای ادامه تحصیل انتخاب کرد. در سال ۱۳۴۵ با معدل ۱۸/۲ نفر اول دانشگاه تبریز شناخته شد و «مدال درجه‌یک علمی فرهنگ» را دریافت کرد. سپس برای خدمت فرهنگی به میاندوآب رفت. در سال ۱۳۵۱ دورهٔ کارشناسی ارشد ادبیات فارسی را در تبریز به اتمام رساند. در سال ۱۳۵۴ نیز دکتری ادبیات فارسی را از دانشگاه تهران گرفت و در دانشگاه استخدام شد. در سال ۱۳۵۸ از دانشگاه تبریز بازنشسته شد و از سال ۱۳۶۵ تا ۱۳۸۲ با دانشگاه آزاد اسلامی واحد کرج به عنوان استاد مدعو تحصیلات تکمیلی ادبیات فارسی همکاری داشت. پس از آن، تا زمان فوت که بر روی تفسیر صفی‌علی‌شاه مشغول بود، غزلیات حافظ را تصحیح کرد و آثار بسیارِ دیگری نیز برجای گذاشت.
ثروتیان، باآن‌که پیش از این‌ها فعالیت خود را از محافل فرهنگی آغاز کرده بود، اما نخستین کتابش با عنوان بررسی فر در شاهنامهٔ فردوسی در ۱۳۵۰ منتشر شده بود و چاپ نخست آن را انتشارات مؤسسهٔ تاریخ و فرهنگ ایران در سال ۱۳۵۰ منتشر کرد. تحقیقات او عموماً در حوزهٔ نظامی‌شناسی منتشر شده‌است.
بهروز ثروتیان ظهر روز شنبه ۷ مرداد ۱۳۹۱، برابر با ۲۸ ژوئیهٔ ۲۰۱۲ در ۷۴ سالگی در گوهردشت کرج بر اثر سکتهٔ قلبی درگذشت و روز دوشنبه در بهشت سکینهٔ کرج در قطعهٔ ۱۲، ردیف ۳۹، شمارهٔ ۶۸ به خاک سپرده شد.

## آثار

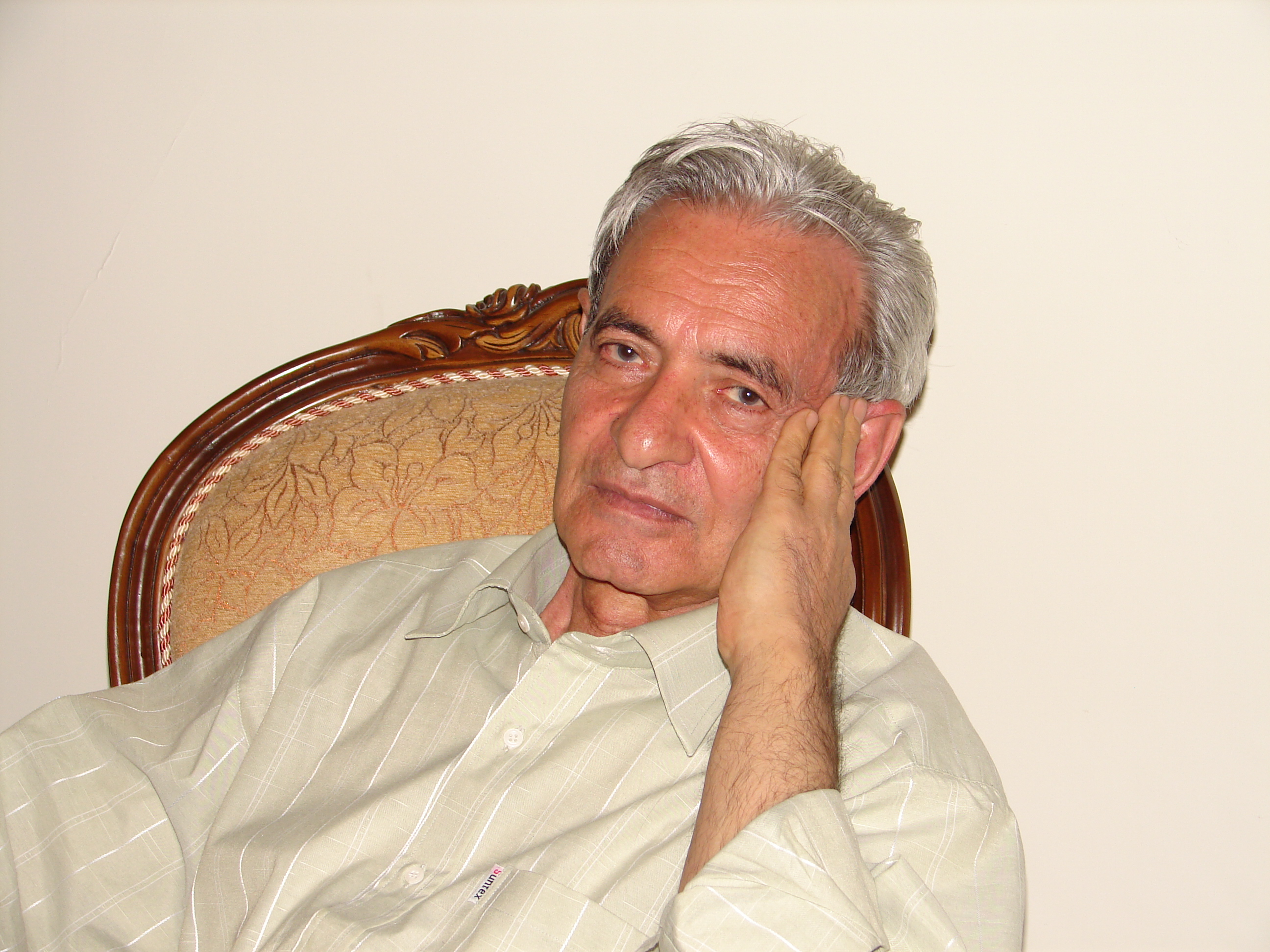
بهروز ثروتیان، نوروز ۱۳۸۵

تصحیح و شرح آثار نظامی گنجه‌ای (۶ جلد)، از انتشارات توس:
1. مخزن‌الاسرار، انتشارات توس، چاپ اوّل، تهران، ۱۳۶۳.
2. خسرو و شیرین، انتشارات توس، چاپ اوّل، تهران، ۱۳۶۶.
3. لیلی و مجنون، انتشارات توس، چاپ اوّل، تهران، ۱۳۶۳.
4. هفت پیکر، انتشارات توس، چاپ اوّل، تهران، ۱۳۷۷.
5. شرف‌نامه، انتشارات توس، چاپ اوّل، تهران، ۱۳۶۸.
6. اقبال‌نامه، انتشارات توس، چاپ اوّل، تهران، ۱۳۷۹.

چاپ بعدی آثار نظامی گنجه‌ای با تجدید نظر و تصحیح و شرح مجدّد، از مؤسسهٔ انتشارات امیرکبیر:
1. مخزن‌الاسرار، مؤسسهٔ انتشارات امیرکبیر، چاپ اوّل، تهران، ۱۳۸۸؛ چاپ دوم، ۱۳۸۹؛ چاپ سوم، ۱۳۹۱.
2. خسرو و شیرین، مؤسسهٔ انتشارات امیرکبیر، چاپ اوّل، تهران، ۱۳۸۶؛ چاپ دوم، ۱۳۹۲.
3. لیلی و مجنون، مؤسسهٔ انتشارات امیرکبیر، چاپ اوّل، تهران، ۱۳۸۷؛ چاپ دوم، ۱۳۸۹؛ چاپ سوم، ۱۳۹۱.
4. هفت پیکر، مؤسسهٔ انتشارات امیرکبیر، چاپ اوّل، تهران، ۱۳۸۷؛ چاپ دوم، ۱۳۸۹؛ چاپ سوم، ۱۳۹۱.
5. شرف‌نامه، مؤسسهٔ انتشارات امیرکبیر، چاپ اوّل، تهران، ۱۳۸۶؛ چاپ دوم، ۱۳۹۳.
6. اقبال‌نامه، مؤسسهٔ انتشارات امیرکبیر، چاپ اوّل، تهران، ۱۳۸۷؛ چاپ دوم، ۱۳۸۹؛ چاپ سوم، ۱۳۹۱.
7. غزلیات حافظ: نقد و بررسی دستنویس‌ها و نسخ علمی ـ انتقادی، مشکول‌نویسی کلمات و مقدّمه و تعلیقات، مؤسسهٔ انتشارات نگاه، چاپ اوّل، تهران، ۱۳۷۹.
8. دیوان حافظ: تصحیح نهایی از روی ۱۵ نسخهٔ خطی و چاپی، شرکت چاپ و نشر بین‌الملل، چاپ اوّل، تهران، تابستان ۱۳۹۰؛ چاپ دوم، زمستان ۱۳۹۰.
9. شرح غزلیات حافظ، انتشارات پویندگان دانشگاه، چاپ اوّل، تهران، ۱۳۸۰ (۴ هزار صفحه در ۴ جلد)؛ چاپ بعدی: ویرایش دوم، مؤسسهٔ انتشارات نگاه، چاپ اوّل، تهران، ۱۳۸۷؛ چاپ دوم، ۱۳۹۲؛ چاپ سوم، ۱۳۹۸.
10. فرهنگ اصطلاحات و تعریفات نفایس‌الفنون، محمد بن محمود شمس‌الدین آملی، انتشارات مؤسسهٔ تاریخ و فرهنگ ایران، وابسته به دانشکدهٔ ادبیات و علوم انسانی تبریز، تبریز، اسفند ماه ۱۳۵۲. چاپ بعدی: انتشارات فردوس، چاپ اوّل، تهران، ۱۳۸۰.
11. بررسی فرّ در شاهنامه فردوسی، انتشارات مؤسسهٔ تاریخ و فرهنگ ایران، چاپ اوّل، تبریز، ۱۳۵۰.
12. تصحیح جاویدان خرد، تألیف احمد بن محمد بن مسکویه، مترجم: تقی‌الدین محمد شوشتری، با مقدّمه به زبان فرانسه از پروفسور محمد ارکون و ترجمهٔ آن از دکتر رضا داوری اردکانی، زیر نظر مهدی محقق، مؤسسهٔ مطالعات اسلامی دانشگاه تهران ـ دانشگاه مک گیل، چاپ اوّل، تهران، ۱۳۵۵؛ چاپ بعدی، مؤسسهٔ فرهنگ کاوش، تهران، ۱۳۷۴.
13. بیان در شعر فارسی، انتشارات برگ، چاپ اوّل، تهران، ۱۳۶۹؛ چاپ دوم، ۱۳۷۸.
14. فن بیان در آفرینش خیال، مؤسسهٔ انتشارات امیرکبیر، چاپ اوّل، تهران، ۱۳۸۳.
15. الفبانامهٔ فارسی برای بیگانگان به زبان اسپرانتو Persa Alfabetumo، ادارهٔ کلّ امور بین‌المللی وزارت آموزش و پرورش، چاپ اوّل، تهران، ۱۳۷۴.
16. طنز و رمز در الهی‌نامه، انتشارات سورهٔ مهر، چاپ اوّل، تهران، ۱۳۷۷؛ چاپ دوم، ۱۳۸۴؛ چاپ سوم، ۱۳۹۰.
17. خسرو و شیرین، دفتر پژوهش‌های فرهنگی، چاپ اوّل، تهران، ۱۳۸۳.
18. نظامی گنجه‌ای، دفتر پژوهش‌های فرهنگی، چاپ اوّل، تهران، ۱۳۸۲.
19. لیلی و مجنون نظامی گنجه‌ای، دفتر پژوهش‌های فرهنگی، چاپ اوّل، تهران، ۱۳۸۵.بهروز ثروتیان در میان‌سالی

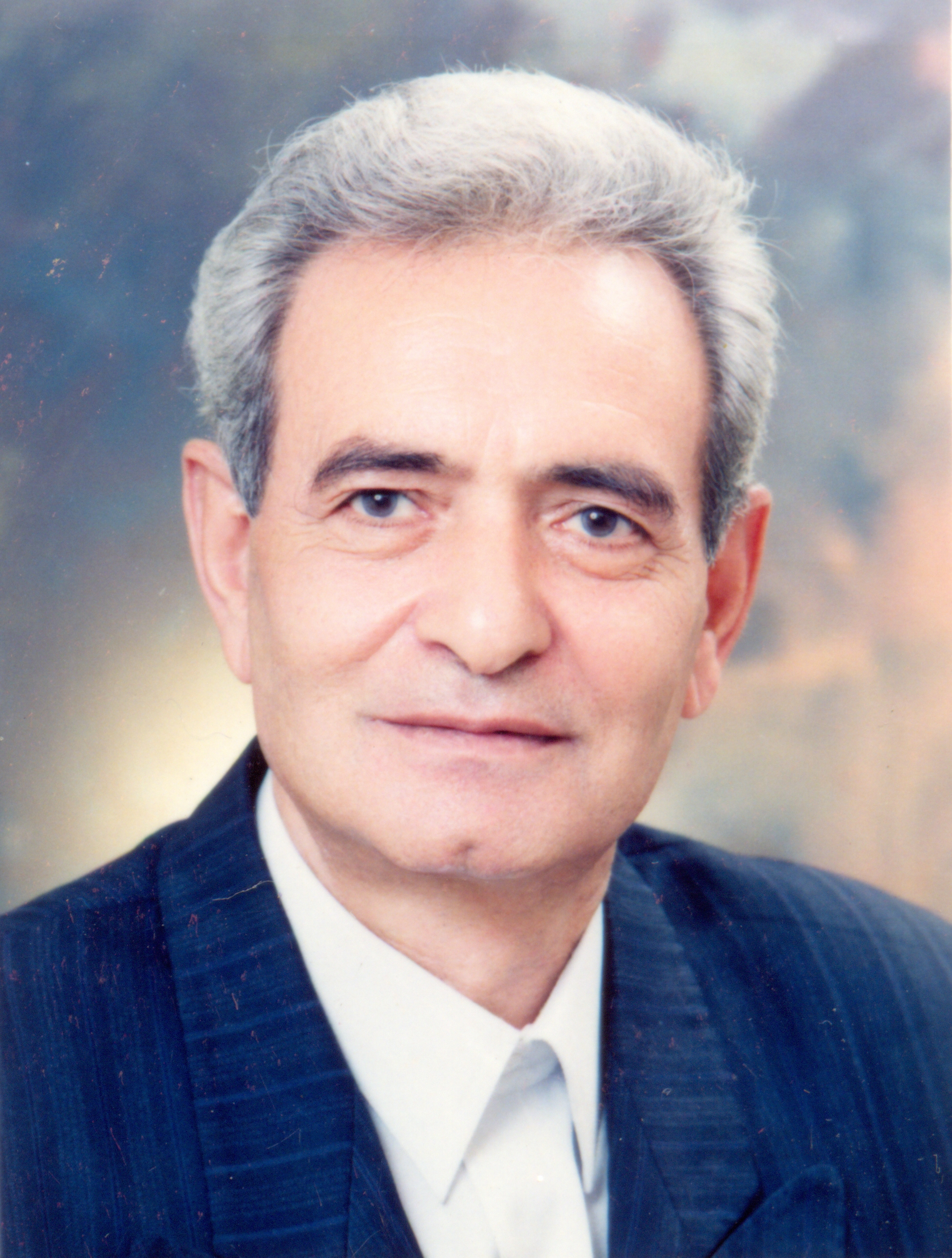
بهروز ثروتیان در میان‌سالی

20. گنج رازها، بازنویسی و تلخیص مخزن‌الاسرار اثر نظامی گنجه‌ای، مؤسسهٔ فرهنگی اهل قلم، چاپ اوّل، تهران، ۱۳۸۲.
21. خسرو و شیرین، بازنویسی و تلخیص خسرو و شیرین اثر نظامی گنجه‌ای، مؤسسهٔ فرهنگی اهل قلم، چاپ اوّل، تهران، ۱۳۸۱.
22. آیینه اسکندر، بازنویسی و تلخیص شرف‌نامه اثر نظامی گنجه‌ای، مؤسسهٔ فرهنگی اهل قلم، چاپ اوّل، تهران، ۱۳۸۱؛ چاپ دوم، ۱۳۸۳.
23. اقبال اسکندری، بازنویسی و تلخیص اقبال‌نامه اثر نظامی گنجه‌ای، مؤسسهٔ فرهنگی اهل قلم، چاپ اوّل، تهران، ۱۳۸۱.
24. نقد آرزوها، بازنویسی و تلخیص مثنوی الهی‌نامه اثر عطار نیشابوری، مؤسسهٔ فرهنگی اهل قلم، چاپ اوّل، تهران، ۱۳۸۳.
25. مرغان صحرای عشق، بازنویسی و تلخیص منطق‌الطیر اثر عطار نیشابوری، مؤسسهٔ فرهنگی اهل قلم، چاپ اوّل، تهران، ۱۳۸۱؛ چاپ دوم ۱۳۸۲.
26. درخت طوبی، بازنویسی و تلخیص شرح ۹۱ آیهٔ قرآن کریم از کتاب کشف‌الاسرار و عدةالابرار رشیدالدین میبدی، مؤسسهٔ فرهنگی اهل قلم، چاپ اوّل، تهران، ۱۳۸۱؛ چاپ دوم، ۱۳۸۲.
27. روایات گهربار، گزیده‌ای از تفسیر کشف‌الاسرار، انتشارات سورهٔ مهر، چاپ اوّل، تهران، ۱۳۸۳.
28. پیر طریقت گفت، سخنان خواجه عبدالله انصاری، مؤسسهٔ انتشارات امیرکبیر، چاپ اوّل، تهران، ۱۳۷۵؛ چاپ دوم، ۱۳۷۸؛ چاپ سوم، ۱۳۸۰؛ چاپ ششم، ۱۳۸۸.
29. اشارات عارفانه به رموز آیات و اخبار در نوبت سوم کشف‌الاسرار و عدةالابرار رشیدالدین میبدی، شرکت چاپ و نشر بین‌الملل، چاپ اوّل، تهران، ۱۳۹۵.
30. رؤیای عشق در مثنوی گل و نوروز، انتشارات سیر و سیاحت با همکاری اداره کل فرهنگ و ارشاد اسلامی کرمان، چاپ اوّل، تهران، ۱۳۷۱.
31. الفبای شکل خیال در مثنوی گل و نوروز، انتشارات نوید شیراز، چاپ اوّل، شیراز، ۱۳۷۲.
32. گزیدهٔ مخزن‌الاسرار، انتشارات توس، چاپ اوّل، تهران، ۱۳۷۳؛ چاپ دوم ۱۳۷۹. چاپ بعدی با عنوان: سایهٔ خورشید سواران، ویراست جدید، انتشارات آیدین، چاپ اوّل، تبریز، ۱۳۸۵.
33. آیینهٔ غیب نظامی گنجه‌ای در مثنوی مخزن الاسرار، انتشارات دانشگاه آزاد اسلامی واحد کرج با همکاری مؤسسهٔ نشر کلمه، چاپ اوّل، تهران، ۱۳۶۹؛ چاپ بعدی: انتشارات سبزان، تهران، ۱۳۸۵.
34. سلام بر حیدربابا (شعر فارسی) ترجمهٔ حیدربابا یه سلام سرودهٔ استاد شهریار، با یادداشتی از رضا انزابی‌نژاد انتشارات سروش (صدا و سیمای جمهوری اسلامی ایران)، چاپ اوّل، تهران، ۱۳۷۴؛ چاپ دوم، ۱۳۷۸؛ چاپ سوم، ۱۳۸۱؛ چاپ چهارم، ۱۳۹۰.
35. اندیشه و هنر در شعر نیما یوشیج، مؤسسهٔ انتشارت نگاه، چاپ اوّل، تهران، ۱۳۷۵.
36. قصّه‌های خوب خوب: قصّه‌های برگزیدهٔ کلیله و دمنه به زبان ساده، انتشارات تکتاز، چاپ اوّل، تهران، ۱۳۷۳؛ چاپ دوم، ۱۳۷۵.
37. اندیشه‌های نظامی گنجه‌ای، انتشارات آیدین، چاپ اوّل، تبریز، ۱۳۷۶؛ چاپ اوّل از ویراست دوم، ۱۳۸۲، چاپ دوم، ۱۳۹۴.
38. سروده‌های بی‌گمان حافظ، مؤسسهٔ انتشارات امیرکبیر، چاپ اوّل، تهران، ۱۳۸۶.
39. صدای پای آب (نقد و بررسی اشعار سهراب سپهری)، مؤسسهٔ انتشارات نگاه، چاپ اوّل، تهران، ۱۳۸۴؛ چاپ دوم، ۱۳۸۶؛ چاپ سوم، ۱۳۸۹.
40. شرح و نقد غزلیّات شمس تبریزی، شرکت چاپ و نشر بین‌الملل، چاپ اوّل، تهران، ۱۳۸۷.
41. حافظ غزللرینی تورکجه یازسایدی، انتشارات سبزان، چاپ اوّل، تهران، ۱۳۸۳.
42. نامه‌های حافظ (شرح و تفسیر شصت و چهار نامه از دیوان غزلیّات حافظ شیرازی)، انتشارات سبزان، چاپ اوّل، تهران، ۱۳۸۳.
43. بازنویسی و نقد المعجم فی معاییر اشعار العجم، تألیف شمس‌الدین محمدبن قیس رازی (قرن هفتم هجری)، انتشارات سبزان، چاپ اوّل، تهران، ۱۳۸۷.
44. راز عشق در لیلی و مجنون نظامی گنجه‌ای، نشر شانی، چاپ اوّل، کرج، ۱۳۸۷. چاپ بعدی با عنوان: تجلّی عشق در مثنوی عارفانهٔ لیلی و مجنون نظامی گنجه‌ای، ویراستار: علیرضا قوجه‌زاده، نشر تمثال، ۱۳۹۵.
45. شرح مخزن‌الاسرار نظامی گنجه‌ای؛ بخش اوّل: رمزنامه، انتشارات برگ، چاپ اوّل، تهران، ۱۳۷۰؛ چاپ بعدی، انتشارات سبزان، تهران، ۱۳۸۵.
46. شرح مخزن‌الاسرار نظامی گنجه‌ای؛ دفتر اوّل: رمزنامه، ویراستار: نسرین ثروتیان، انتشارات مهتاب، چاپ اوّل، تهران، ۱۳۸۹.
47. شرح مخزن‌الاسرار نظامی گنجه‌ای؛ دفتر دوم: پندنامه، ویراستار: نسرین ثروتیان، انتشارات مهتاب، چاپ اوّل، تهران، ۱۳۸۹.
48. شرح راز منطق الطیر عطّار، مؤسسهٔ انتشارات امیرکبیر، چاپ اوّل، تهران، ۱۳۸۴؛ چاپ دوم، ۱۳۹۲.
49. شرح سادهٔ گلشن راز، اثر شیخ محمود شبستری، شرکت چاپ و نشر بین‌الملل، چاپ اوّل، تهران، ۱۳۸۵؛ چاپ دوم، ۱۳۸۶؛ چاپ سوم، ۱۳۸۸؛ چاپ چهارم، ۱۳۸۹؛ چاپ پنجم، ۱۳۹۲. چاپ ششم و هفتم، ۱۳۹۷.
50. بشنو از نی، مثنوی معنوی به زبان ساده و کوتاه، انتشارات مهتاب، چاپ اوّل، تهران، ۱۳۸۸؛ چاپ دوم، (ویرایش جدید) ۱۳۹۲.
51. شهریار مُلکِ سخن با منظومهٔ فارسیِ سلام بر حیدربابا، انتشارات دستان، چاپ اوّل، تهران، ۱۳۸۵.
52. هفت افسانهٔ خیال‌انگیز در هفت پیکر نظامی گنجه‌ای، انتشارات دستان، چاپ اوّل، تهران، ۱۳۸۵.
53. علی (ع) در تفسیر کشف‌الاسرار میبدی، مؤسسهٔ فرهنگی هنری فرجام جام جم، چاپ اوّل، تهران، ۱۳۸۶.
54. دیوان نیّر تبریزی (گزارش عاشقانهٔ وقایع کربلا)، محمدتقی بن محمد نیرممقانی (شاعر)، شرکت چاپ و نشر بین‌الملل، چاپ اوّل، تهران، ۱۳۸۶؛ چاپ دوم، ۱۳۸۷؛ چاپ سوم، ۱۳۸۸؛ چاپ چهارم، ۱۳۹۰؛ چاپ پنجم، ۱۳۹۳.
55. اولیای ذکر در تذکرةالاولیاء عطار، شرکت چاپ و نشر بین‌الملل، چاپ اوّل، تهران، ۱۳۸۵؛ چاپ دوم، ۱۳۹۰.بهروز ثروتیان، نوروز ۱۳۸۵

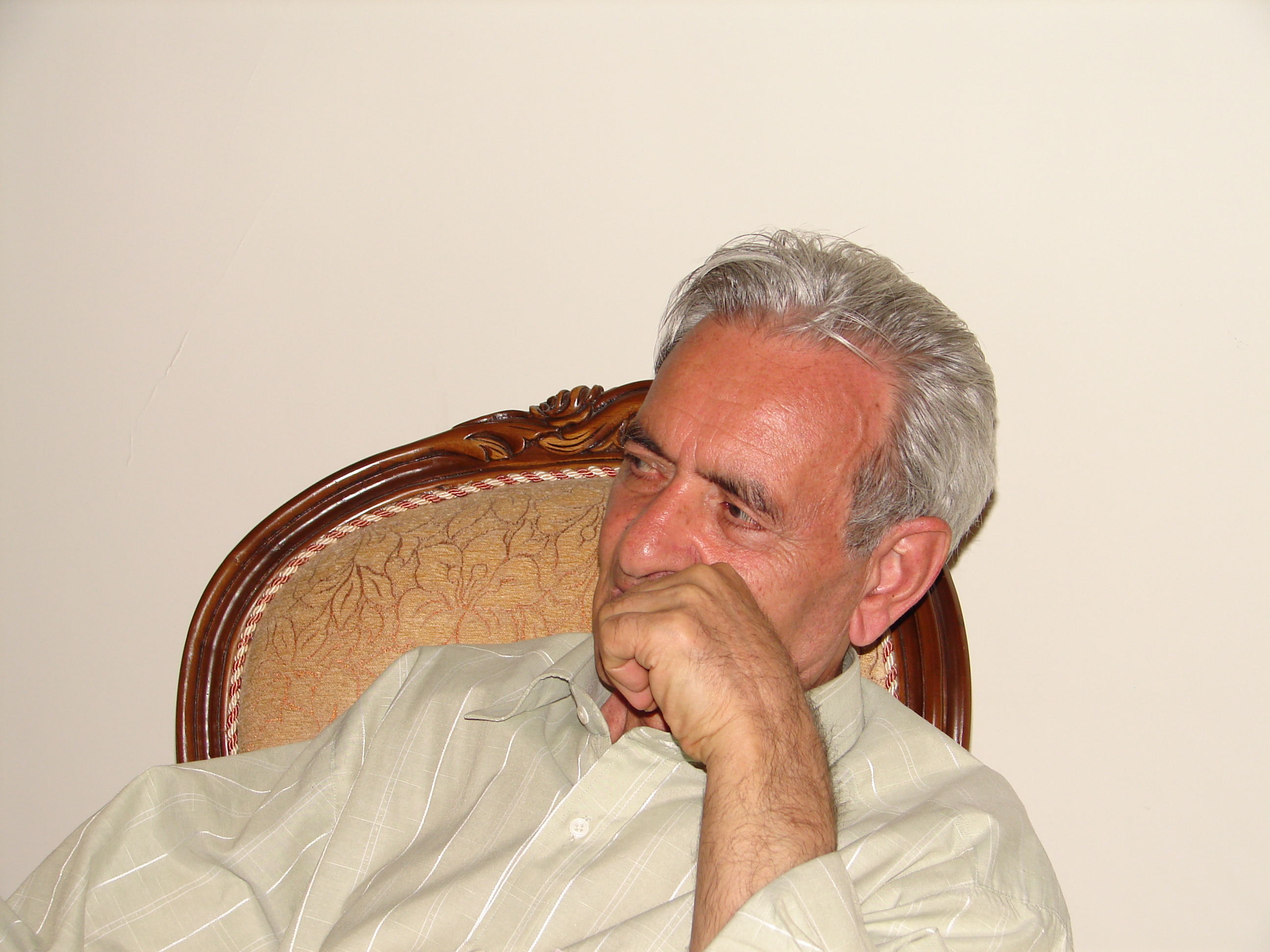
بهروز ثروتیان، نوروز ۱۳۸۵

56. غزلیّات سعدی، گزیدهٔ غزلیّات، خطاط: عباس سلطان‌آبادی، قطع خشتی، انتشارات ارس، چاپ اوّل، تهران، ۱۳۸۷؛ چاپ دوم، ۱۳۸۹.
57. غزلیّات سعدی، گزیدهٔ غزلیّات، خطاط: عباس سلطان‌آبادی، قطع وزیری، (چاپ نفیس)، نشر نیکا، چاپ اوّل، تهران، ۱۳۸۸؛ چاپ دوم، ۱۳۸۹.
58. غزلیّات سعدی، گزیدهٔ غزلیّات، خطاط: عباس سلطان‌آبادی، قطع جیبی، نشر نیکا، چاپ اوّل، تهران، ۱۳۸۸؛ چاپ دوم، ۱۳۸۹.
59. غزلیّات سعدی، گزیدهٔ غزلیّات، خطاط: عباس سلطان‌آبادی، قطع جیبی، انتشارات ارس، چاپ اوّل، تهران، ۱۳۸۹؛ چاپ دوم، ۱۳۹۰.
60. هنر و اندیشهٔ نظامی گنجه‌ای (مروری بر زندگی و آثار حکیم نظامی گنجه‌ای)، ناشر: همشهری، چاپ اوّل، تهران، ۱۳۸۸.
61. کشمکش زندگی در جنگل کلیله و دمنه، ویراستار: مهدی نصیری دهقان، انتشارات ابتکار دانش، چاپ اوّل، قم، ۱۳۸۹.
62. لذت بهت‌زدگی در شعر محمدعلی بهمنی، ویراستار: مهدی نصیری دهقان، نشر شانی، چاپ اوّل، کرج، ۱۳۸۹. چاپ بعدی انتشارات فصل پنجم، تهران، ۱۳۹۴.
63. زنان افسانه‌ای در آثار نظامی گنجه‌ای، ویراستار: رحمان مشتاق‌مهر، انتشارات آیدین، چاپ اوّل، تبریز، ۱۳۸۹.
64. عشق پرشور شهریار و پری، ویراستار: محمدابراهیم پورنمین، انتشارات آیدین، چاپ اوّل، تبریز، ۱۳۸۹.
65. فیه مافیه: اسرار الجلالیه دیدگاه‌های مولانا جلال‌الدّین محمّد در فقه و حکمت اسلامی (تصحیح و شرح و نقد از روی نسخهٔ ۷۵۱ هـ.ق. محفوظ در کتابخانهٔ فاتح استانبول)، ویراستار: نسرین ثروتیان، نشر مهتاب، چاپ اوّل، تهران، ۱۳۸۹.
66. خردنامه‌های ایران باستان: ترجمه‌ای ساده و روان از متن عربی الحکمةالخالده، انتشارت مهتاب، چاپ اوّل، تهران، تابستان ۱۳۸۸؛ چاپ دوم، زمستان، ۱۳۸۸.
67. صفی‌علیشاه و تفسیرش، زیر نظر: اکبر ثقفیان، علی اوجبی، انتشارات خانه کتاب، چاپ اوّل، تهران، ۱۳۸۹.
68. تفسیر صفی: تفسیر منظوم قرآن کریم، (دوجلدی)، شرکت چاپ و نشر بین‌الملل، چاپ اوّل، تهران، ۱۳۹۳.
69. جادوسخن جهان نظامی، (تحقیق جامع دربارهٔ ابیات و موضوعات پنج گنج الیاس پسر یوسف نظامی گنجه‌ای ۵۳۵–۶۰۸ هـ. ق)، انتشارات معین، چاپ اوّل، تهران، ۱۳۹۴.
70. نخستین روز مدرسه‌ام: منظومه‌های ترکی و فارسی، ویراستار: علیرضا قوجه‌زاده، انتشارات تمثال، چاپ اوّل، تهران، ۱۳۹۷.
71. بازنویسی و نقد المعجم فی معاییر اشعار العجم، (عروض و قافیه و بدیع به زبان ساده)، انتشارات تمثال، چاپ اوّل، تهران، ۱۳۹۸.[۱۱][۱۲]